# Скития (Индия)
Като Скития (Skythien) в различните древни източници от римско време е наречен регионът на устието река Инд.
Това наименование се намира на античните карти, като например при Клавдий Птолемей, който нарича региона Индо-Скития и в Tabula Peutingeriana. Регионът е споменат и в Перипъл на Еритрейското море, според който партските князе са водили битки за тази територия. Столица бил Минагара (Минагар). В долината на Инд през 1 век пр.н.е. управлява Индо-скитската династия от Индо-скитското царство.
Важно пристанище бил Барбарикон (близо до днешен Карачи).